# Hypospila biplagula
Hypospila biplagula là một loài bướm đêm trong họ Noctuidae.